# Geschiedenis van de Comoren

Wapen van de Comoren

Dit artikel beschrijft de geschiedenis van de Comoren.

## Oudheid

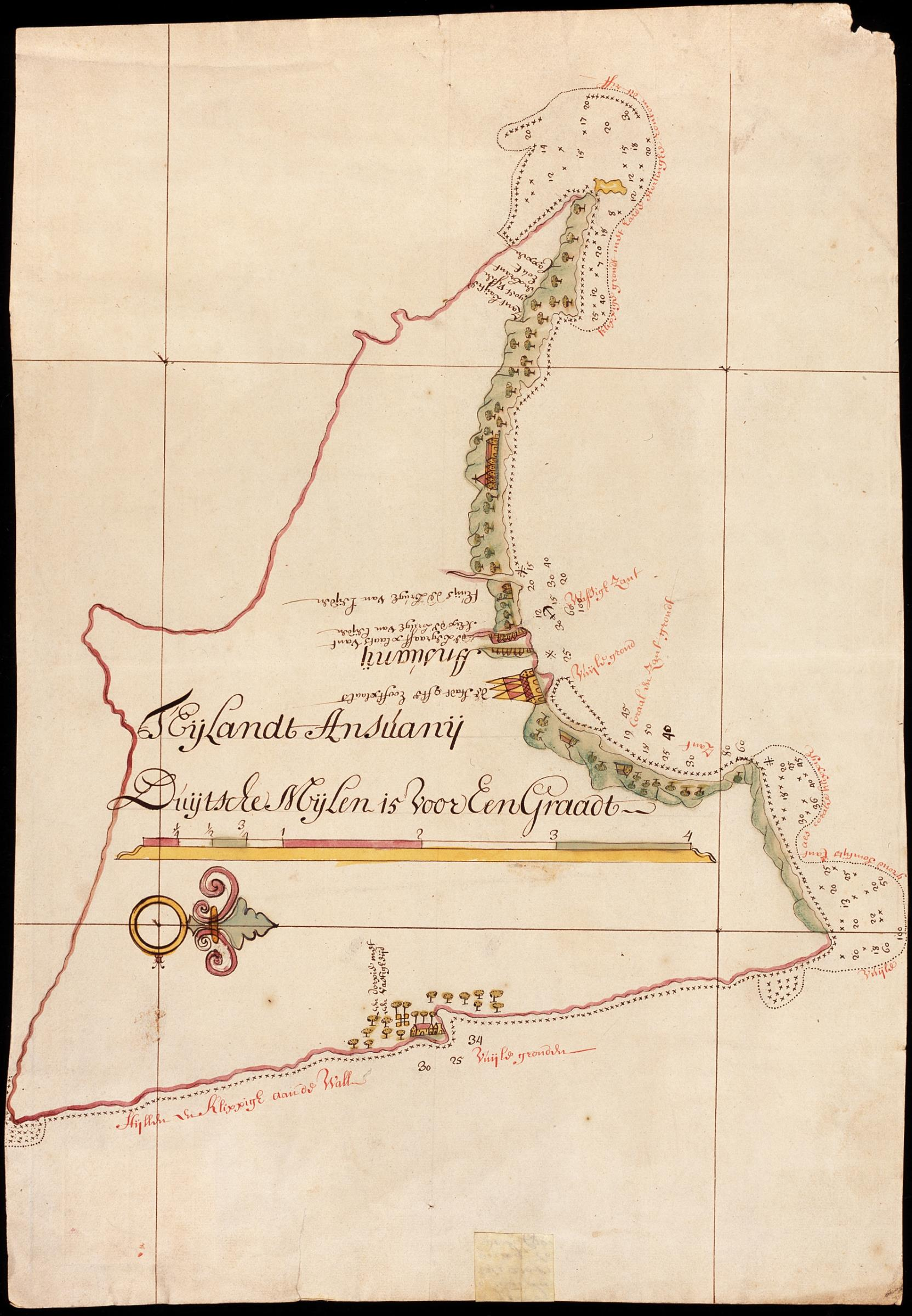
Historische Nederlandse kaart van het eiland Ansuany of Anjouan

De eerste mensen arriveerden waarschijnlijk rond het jaar 500 op de Comoren. Volgens oude mythen werden de eilanden voor het eerst door Fenicische zeilers aangedaan. De eerste bewoners waren vermoedelijk Arabieren en Bantoesprekende Afrikanen. De eerste bewijzen van menselijke bewoning dateren uit de 8e eeuw.
Onder de eerste immigranten ging de meeste invloed uit van de Shirazi, een Arabische koninklijke clan. Zij arriveerden in de 15e en 16e eeuw op de Comoren en bouwden moskeeën en een koninklijk huis. Ook zeevaarders vanuit Perzië, Madagaskar en Indonesië deden de eilanden aan. De eerste Europeanen die voet zetten op de eilanden waren de Portugezen. Later in de 16e eeuw volgden ook Britse en Nederlandse schepen die op weg waren naar de Oost. Het eiland Mohéli werd doorgaans bestuurd door een sultan en groeide uit tot een belangrijke bevoorradingsplaats voor schepen. De macht op het eiland Grande Comore was doorgaans meer gefragmenteerd en lag in de handen van verschillende bestuurders.
Sultan Selim van Anjouan kaapte in 1850 de Amerikaanse walvisvaarder Maria en nam de kapitein gevangen. In reactie daarop lanceerde de Amerikaanse marine een expeditie. In februari 1852 arriveerde de USS Dale bij de eilandengroepen, eiste de vrijlating van de kapitein en compensatie. De sultan ging aanvankelijk niet in op de eisen, maar ging toch overstag na bombardementen door de Amerikanen.

## Frans protectoraat
Vanaf halverwege de 19e eeuw nam zowel de belangstelling van Groot-Brittannië als Frankrijk voor de eilandengroep toe. De Fransen probeerden vooral de lokale leiders tegen elkaar op te zetten door het principe van 'verdeel en heers'. Op 25 maart 1841 kochten zij het eiland Mayotte en gaven dat de status van kolonie. In 1886 kregen de eilanden Anjouan, Grande Comore en Mohéli de status van Frans protectoraat. Na de opening van het Suezkanaal in 1869 deden veel minder schepen de eilanden aan, omdat het niet langer op de directe route richting de Oost lag.
De Comoren werden in juli 1912 geannexeerd door Madagaskar en kregen de status van provincie van deze Franse kolonie. Na de bezetting van Frankrijk door de Duitsers aan het begin van de Tweede Wereldoorlog verklaarde het koloniale regime zich loyaal aan Vichy-Frankrijk, het regime dat het zuidoostelijke deel van Frankrijk bestuurde en berucht werd vanwege zijn samenwerking met de Duitse nazi's en Italiaanse fascisten. De Britten bezetten het eiland op 25 september 1942 en behielden de macht tot 13 oktober 1946.

## Onafhankelijkheid
Na de Tweede Wereldoorlog begon de roep om onafhankelijkheid toe te nemen. De Fransen gingen daar aarzelend in mee. In 1946 kregen de Comoren, los van Madagaskar, de status van een Frans overzees gebied. Daarbij kreeg het ook een eigen vertegenwoordiging in het Franse parlement. Vanaf 1961 kregen de Comoren een eigen bestuurssysteem. In 1973 kwam het tot een akkoord met Frankrijk over volledige onafhankelijkheid in 1978. Op 6 juli 1975 verklaarde het Comorese parlement zich echter eenzijdig onafhankelijk. In twee referenda, in december 1974 en februari 1976, had de bevolking van Mayotte zich twee keer tegen onafhankelijk gekeerd. Daardoor bleef zij onder Frans bestuur staan, terwijl Grande Comore, Anjouan en  Mohéli tot de nieuwe staat behoorden.

### De Comoren onder Abderemane (1975-1989)
De eerste president van de Comoren was  Ahmed Abdallah Abderemane. In het eerste jaar van zijn regering pleegde Ali Solih een geslaagde coup. Diens politiek was gebaseerd op socialistische idealen en hij wilde de Comoren daarnaar inrichten. Solih werd op 13 mei 1978 vermoord door Bob Denard, een Franse huurling. Abdallah keerde terug aan de macht en gaf verschillende Franse huursoldaten een belangrijke positie in zijn regering. Denard was het nieuwe hoofd van de Presidentiële Garde. Op de eilanden werden veel plantages gesticht. De export van gewassen was de belangrijkste inkomstenbron van de eilandengroep. De regering van Abdallah werkte nauw samen met de regeringen van Zuid-Afrika en Rhodesië, het huidige Zimbabwe. Zij gebruikten het eiland als uitvalbasis om verschillende belangrijke ANC-bases af te luisteren.
Na de verkiezing in 1981 van François Mitterrand als nieuwe Franse president verloor Denard de steun van de Franse inlichtingendienst. Ook de plaatselijke bevolking begon zich langzaam tegen de Presidentiële Garde te keren. Aan het einde van de jaren 1980 wilde ook Zuid-Afrika niet langer met hen samenwerken. Op een gegeven moment vroeg president Abdallah aan de huurlingen om te vertrekken. In reactie daarop pleegden zij een coup en vermoordden de president. Onder druk van Frankrijk en Zuid-Afrika vertrokken Denard en zijn huurlingen vervolgens toch van de Comoren.

### De Comoren onder Djohar (1989-1996)
De nieuwe president was Said Mohamed Djohar. Zijn tijd als president was onrustig. Hij overleefde in 1991 een afzettingsprocedure en in 1992 een coup. Een nieuwe staatsgreep was wel succesvol. Weer was Bob Denard de initiatiefnemer. Samen met een dertigtal huurlingen greep hij op 28 september 1995 de macht. Frankrijk veroordeelde de coup meteen. President Jacques Chirac stuurde commando's om de eilanden te heroveren. Op 3 oktober 1995 landde er 600 man op de Comoren. Binnen de dag hadden de huurlingen zich overgegeven. Bob Denard werd naar Frankrijk getransporteerd en gevangengezet. President Djohar keerde in januari 1996 terug uit ballingschap. Bij de presidentsverkiezingen in maart 1996 won Mohammed Taki Abdoulkarim de presidentsverkiezingen en was daardoor de nieuwe president.

### Afsplitsing Anjouan en Mohéli (1997-2002)
De eilanden Anjouan en Mohéli verklaarden zich in 1997 onafhankelijk van de Comoren. Een poging van de centrale regering om de macht met geweld over te nemen mislukte. Ook bemiddelingspogingen van de Afrikaanse Unie hadden aanvankelijk geen succes. Na verloop van tijd zochten de eilanden weer toenadering tot elkaar. Er werd een nieuwe grondwet opgesteld en de Comoren waren voortaan een federatie. Naast een federale regering met een eigen president kreeg ook elk eiland zijn eigen president.
Voor het federale presidentschap werd een roulatiesysteem ingevoerd, waarbij de drie belangrijkste eilanden (Anjouan, Grande Comore en Mohéli) om de beurt de president mogen leveren. Een presidentiële termijn duurt vijf jaar. In mei 2001 werd kolonel Azali Assoumani (afkomstig van Grande Comore) de winnaar van de eerste presidentiële verkiezingen onder de nieuwe grondwet. Hij werd in 2006 opgevolgd door Ahmed Abdallah Sambi, afkomstig van Anjouan en een gematigd moslim die in Soedan, Iran en Saoedi-Arabië heeft gestudeerd. Hij was van oordeel dat de Comoren nog niet klaar waren om een islamitische staat te worden.

### Invasie van Anjouan (2008)
Het eiland Anjouan kreeg op 25 maart 2008 te maken met een militaire aanval. Comorese troepen voerden de invasie uit,  met steun van de Afrikaanse Unie, waarvan de troepen afkomstig waren uit Senegal, Tanzania en Soedan. Frankrijk en Libië ondersteunden de operatie met materieel. Het doel van de operatie was om Mohamed Bacar, die onafhankelijk van de federale regering van de Comoren en van de Afrikaanse Unie verkiezingen had georganiseerd, uit zijn machtspositie te verdrijven.

### Huidige situatie (2011-heden)
In 2011 werd president Sambi opgevolgd door zijn partijgenoot Ikililou Dhoinine (afkomstig van Mohéli). Na de verkiezingen van 2016 werd Dhoinine op zijn beurt opgevolgd door Azali Assoumani, die daarmee voor de tweede keer president werd.
Geschiedenis van:
Algerije · Angola · Benin · Botswana · Burkina Faso · Burundi · Centraal-Afrikaanse Republiek · Comoren · Congo-Brazzaville · Congo-Kinshasa · Djibouti · Egypte · Equatoriaal-Guinea · Eritrea · Ethiopië · Gabon · Gambia · Ghana · Guinee-Bissau · Guinee-Conakry · Ivoorkust · Kaapverdië · Kameroen · Kenia · Lesotho · Liberia · Libië · Madagaskar · Malawi · Mali · Marokko · Mauritanië · Mauritius · Mozambique · Namibië · Niger · Nigeria · Oeganda · Rwanda · Sao Tomé en Principe · Senegal · Seychellen · Sierra Leone · Soedan · Somalië · Somaliland · Swaziland · Tanzania · Togo · Tsjaad · Tunesië · Westelijke Sahara · Zambia · Zimbabwe · Zuid-Afrika · Zuid-Soedan
Noord-Afrika · West-Afrika